# ISO 3166-2:LS
ISO 3166-2:LS est l'entrée pour le Lesotho dans l'ISO 3166-2, qui fait partie du standard ISO 3166, publié par l'Organisation internationale de normalisation (ISO), et qui définit des codes pour les noms des principales administration territoriales (e.g. provinces ou États fédérés) pour tous les pays ayant un code ISO 3166-1.

## Districts (10)
Les noms sont officiellement en anglais et sotho du Sud
Les noms des subdivisions sont listés selon l'usage de la norme ISO 3166-2, publiée par l'agence de maintenance de l'ISO 3166.
```
LS-D
 
Berea

LS-B
 
Butha-Buthe

LS-L
 
Leribe

LS-E
 
Mafeteng

LS-M
 
Maseru

LS-F
 
Mohale's Hoek

LS-J
 
Mokhotlong

LS-H
 
Qacha's Nek

LS-G
 
Quthing

LS-K
 
Thaba-Tseka
```

Historique des changements
- 13 décembre 2011 : Ajout du terme générique administratif local, mise en conformité de l'ISO 3166-2 avec les langues officielles et mise à jour de la liste source.